# Сражение при Блене
Сражение при Блене (фр. bataille de Blain) — состоявшееся 24 мая 843 года около селения Блен сражение, в котором войско бретонцев под командованием Эриспоэ, сына правителя Бретани Номиноэ, и графа Ламберта II разгромило войско западных франков во главе с графом Нанта Рено Эрбожским. Один из эпизодов франкско-бретонской войны 841—851 годов.

## Исторические источники
О сражении при Блене сообщается в нескольких раннесредневековых исторических источниках. В том числе, об этом событии упоминается в «Бертинских анналах», в «Ангулемских анналах», в «Нантской хронике», в «Фонтенельской хронике», в «Хронике Анже», в хронике Адемара Шабанского, а также в труде Адревальда Флёрийского «Чудеса святого Бенедикта». Из них наиболее подробное свидетельство о франкско-бретонском конфликте 843 года содержится в созданной в XI веке «Нантской хронике», авторы которой использовали какие-то более ранние источники из Анже, вероятно, записанные ещё в правление Карла II Лысого. Это единственная из раннесредневековых хроник, разделяющая сражения при Блене и при Месаке.

## Предыстория
Франкско-бретонские вооружённые столкновения начались вскоре после смерти в 840 году императора Людовика I Благочестивого. Их причиной стало желание правителя Бретани, граф Ванна Номиноэ, добиться независимости от короля Западно-Франкского государства Карла II Лысого, а в случае успеха военных действий, и расширить свои владения. В свою очередь, Карл Лысый намеревался поставить под свой полный контроль территорию Бретани, властителей которой монархи Франкского государства со времён Карла Великого считали своими вассалами.
К весне 843 года Номиноэ удалось не только собрать большое войско, но и заключить союз с графом Ламбертом II, претендовавшим на власть над Нантом, и конунгом викингов Гастингом. Однако болезнь помешала правителю Бретани лично возглавить бретонских воинов, и он был вынужден поручить командование своему сыну Эриспоэ. По данным «Нантской хроники», неопытность Эриспоэ в воинском деле стала причиной его поражения в первом же бою с войском графа Рено Эрбожского, разбившему авангард бретонского войска в сражении вблизи Месака. Только появление на поле боя отряда Ламберта II спасло бретонцев от полного разгрома.

## Сражение
Ошибочно посчитав, что разгрому подверглось всё бретонское войско, Рено Эрбожский двинулся обратно в Нант. Тем временем Эриспоэ и Ламберт II, объединив свои войска, двинулись вслед за армией западных франков. Бретонцы настигли своих врагов 24 мая вблизи селения Блен, когда те, утомлённые недавним сражением, отдыхали на берегу реки Изак. Воины Эриспоэ и Ламберта стремительно атаковали франков, которые, не ожидая нападения, не смогли оказать бретонцам серьёзного сопротивления. В произошедшем здесь сражении пало множество франкских воинов, включая и графа Рено, погибшего от руки Ламберта. Ещё большее число франков было захвачено в плен. Точно неизвестно, принимали ли непосредственное участие в битве воины Гастинга, но в исторических источниках упоминается, что после сражения викинги разграбили франкский лагерь и захватили богатую добычу.

## Последствия
После сражения при Блене Ламберт прибыл в Нант и объявил себя графом этого города, но вскоре был оттуда изгнан. В ответ он отправил к Нанту викингов Гастинга, и те 24 июня 843 года захватили оставшийся без защиты город.
В дальнейшем войска Карла II Лысого ещё дважды терпели от бретонцев тяжёлые поражения: в 845 году в сражении при Баллоне и в 851 году в сражении при Женглане. Франкско-бретонская война завершилась в 851 году подписанием договора в Анже.